# Адолф Лудвиг фон Золмс
Адолф Лудвиг фон Золмс-Зоненвалде (на немски: Adolph Ludwig Graf zu Solms-Sonnenwalde-Rösa) е граф на Золмс-Зоненвалде, господар на Текленбург, Рьоза и Шкьона. Той е „камерхер“ в кралство Полша и Курфюрство Саксония и собственик на рицарски собствености.

## Биография
Роден е на 22 август 1706 година в Рьоза. Син е на граф Ото Хайнрих фон Золмс-Зоненвалде (1654 – 1711) и съпругата му Шарлота София фон Крозигк (* 13 август 1664; † 15 ноември 1706), наследничка на Ной-Рьоза, дъщеря на майор-генерал Георг Рудолф фон Крозигк и Хедвиг Сибила фон Волферсдорф. Внук е на граф Георг Фридрих фон Золмс-Зоненвалде (1626 – 1688).
Както другите от фамилията му той започва кариера в двора в Дрезден. Адолф Лудвиг фон Золмс-Зоненвалде получава от наследството на баща си рицарското имение Рьоза. През септември 1728 г. той купува рицарското имение Шкьона от Амандус фон дер Лохау, което до септември 1945 г. е резиденция на фамилния му клон на графовете на Золмс. Дворецът Шкьона днес е частен дом.
Умира на 16 октомври 1750 г. на 54 години в Рьоза и е погребан там.

## Фамилия
Адолф Лудвиг фон Золмс-Зоненвалде се жени на 7 декември 1728 г. за Сабина Луиза фон Тюмен (* 28 февруари 1713, Бланкензе; † 12 август 1804), дъщеря на Кристиан Вилхелм фон Тюмен (1663 – 1741) и третата му съпруга Сабина Хедвиг фон Шлибен (1689 – 1772). Те се развеждат през 1751 г. Те имат децата:
- Хайнрих Вилхелм Лудвиг фон Золмс-Зоненвалде (* 22 август 1729; † 31 март 1731)
- Шарлота Сабина Луиза фон Золмс-Зоненвалде(* 13 юли 1730; † пр. 16 май 1732)
- Хенриета Вилхелмина Юлиана Луиза фон Золмс-Зоненвалде (* 20 октомври 1731; † 31 януари 1798), омъжена на 4 октомври 1750 г. (развод 1764) за фрайхер Йохан Кристиан фон Оксенщайн († 4 април 1786). Има незаконни син и дъщеря от пруския генерал-майор Лудвиг фон Буденброк (* 18 февруари 1720; † 19 април 1782), които през 1774 г. пруският крал признава за благородници с името на баща им „фон Буденброк“. [3]
- Виктор Фридрих Лудвиг фон Золмс-Зоненвалде (* 24 септември 1732; † 1 април 1734)
- Елизабет Кристиана фон Золмс-Зоненвалде-Шкьона (* 29 септември 1733; † 28 октомври 1789, омъжена в Шкьона на 22 февруари 1756 г. за Карл фон Гойзау († 2 септември 1775, Либенверда)
- Готлоб Вилхелм фон Золмс-Зоненвалде (* 19 януари 1735; † 27 юни 1755)
- Сабина Луиза фон Золмс-Зоненвалде (* 1 юли 1736; † 17 юли 1736)
- Георг Вилхелм фон Золмс-Зоненвалде (* 23 януари 1739; † 27 юни 1756)
- Ото Хайнрих Лудвиг фон Золмс-Зоненвалде-Рьоза (* 16 февруари 1740; † 3 март 1814), женен на 12 ноември 1768 г. за Луиза Фридерика Вилхелмина фон Бер (1752 – 1820)

Съпругата му се омъжва втори път през 1752 г. за Йохан Фридрих Пфлуг († 1768).

## Галерия
- Дворецът Рьоза
- Дворец Шкьона
- Дворец Зоневалде (1860)